# Okresní soud v Chrudimi
Okresní soud v Chrudimi je okresní soud se sídlem v Chrudimi, jehož odvolacím soudem je Krajský soud v Hradci Králové – pobočka v Pardubicích. Rozhoduje jako soud prvního stupně ve všech trestních a civilních věcech, ledaže jde o specializovanou agendu (nejzávažnější trestné činy, insolvenční řízení, spory ve věcech obchodních korporací, hospodářské soutěže, duševního vlastnictví apod.), která je svěřena krajskému soudu.
Soud se nachází v historických budovách, postavených v letech 1928–1930 architektem Bendelmayerem na Všehrdově náměstí na místě původního dominikánského kláštera, zbořeného za husitských válek. Dříve zde sídlil také krajský soud, existující v Chrudimi až do roku 1949. Před soudem se nachází památkově chráněný secesní pomník Viktorina Kornela ze Všehrd.

## Soudní obvod
Obvod Okresního soudu v Chrudimi se zcela neshoduje s okresem Chrudim, patří do něj území všech těchto obcí:
Běstvina •
Biskupice •
Bítovany •
Bojanov •
Bor u Skutče •
Bořice •
Bousov •
Bylany •
Ctětín •
Čankovice •
České Lhotice •
Dědová •
Dolní Bezděkov •
Dřenice •
Dvakačovice •
Hamry •
Heřmanův Městec •
Hlinsko •
Hluboká •
Hodonín •
Holetín •
Honbice •
Horka •
Horní Bradlo •
Hošťalovice •
Hrochův Týnec •
Hroubovice •
Chrast •
Chroustovice •
Chrudim •
Jeníkov •
Jenišovice •
Kameničky •
Kladno •
Klešice •
Kněžice •
Kočí •
Kostelec u Heřmanova Městce •
Krásné •
Krouna •
Křižanovice •
Lány •
Leština •
Leštinka •
Libkov •
Liboměřice •
Licibořice •
Lipovec •
Lozice •
Lukavice •
Luže •
Míčov-Sušice •
Miřetice •
Mladoňovice •
Morašice •
Mrákotín •
Nabočany •
Načešice •
Nasavrky •
Nové Hrady •
Orel •
Ostrov •
Otradov •
Perálec •
Podhořany u Ronova •
Pokřikov •
Prachovice •
Proseč •
Prosetín •
Předhradí •
Přestavlky •
Rabštejnská Lhota •
Raná •
Ronov nad Doubravou •
Rosice •
Rozhovice •
Řepníky •
Řestoky •
Seč •
Skuteč •
Slatiňany •
Smrček •
Sobětuchy •
Stolany •
Stradouň •
Střemošice •
Studnice •
Svídnice •
Svratouch •
Tisovec •
Trhová Kamenice •
Trojovice •
Třemošnice •
Třibřichy •
Tuněchody •
Úherčice •
Úhřetice •
Vápenný Podol •
Včelákov •
Vejvanovice •
Vinary •
Vítanov •
Vojtěchov •
Vortová •
Vrbatův Kostelec •
Všeradov •
Vysočina •
Vyžice •
Zaječice •
Zájezdec •
Zderaz •
Žlebské Chvalovice •
Žumberk